# Лихтенштайн (замок в Австрии)
Замок Лихтенштейн — замок, расположенный около Мариа-Энцерсдорфа к югу от Вены. Он находится в природном парке Фёренберге, на краю Венского Леса. Первоначально построен в XII веке. Дважды разрушен османами: в 1529 и 1683 годах, восстановлен в 1884 году.
От названия замка Лихтенштейн (в переводе с нем. — «Светлый камень») возникло название княжеской семьи Лихтенштейнов, управляющих одноимённым государством. Им замок принадлежал с 1140 года по XIII век и с 1807 года.
Сегодня замок известен благодаря театральному фестивалю Нестроя, проводящемуся ежегодно в летние месяцы. Замок открыт для посетителей.